# Muntaner metróállomás
Muntaner egyike a Spanyolországban található barcelonai metró metróállomásainak.

## Metróvonalak
Az állomást az alábbi metróvonalak érintik:
- Barcelona-Vallès-vasútvonal

## Kapcsolódó állomások
Az állomáshoz az alábbi állomások vannak a legközelebb:
- Sant Gervasi (6-os metróvonal)
- La Bonanova (Sarrià, 6-os metróvonal)
- Gràcia (Plaça de Catalunya állomás, Barcelona-Vallès-vasútvonal)
- Sarrià (Terrassa Nacions Unides station, Estació de Sabadell-Rambla, Sant Cugat station, Autonomous University railway station, Barcelona-Vallès-vasútvonal)